# Trójkąt przedni szyi

Trójkąt przedni szyi (Anterior triangle) i jego części składowe: trójkąt podbródkowy (Submental triangle), trójkąt podżuchwowy (Submandibular triangle), trójkąt tętnicy szyjnej (Carotid triangle) i trójkąt tarczowy, zwany też mięśniowym (Muscular triangle) podpisane kolorem czerwonym.

Trójkąt przedni szyi (łac. trigonum colli anterius) – w anatomii człowieka jeden z dwóch głównych trójkątów szyi.
Ograniczenia:
- przyśrodkowe: linia pośrodkowa, kresa biała szyi (linea alba colli),
- górne: żuchwa,
- dolno-boczne: mięsień mostkowo-obojczykowo-sutkowy,

Zawartość:
- trójkąt podżuchwowy,
- trójkąt podbródkowy,
- trójkąt tętnicy szyjnej,
- trójkąt tarczowy.